# 中国驻塞舌尔大使列表
本列表為中華人民共和國駐塞舌尔历任大使名录。

## 历任中国驻塞舌尔大使

### 中华人民共和国驻塞舌尔大使（1977年至今）
1976年6月30日，中华人民共和国与塞舌尔建交。
| 姓名   | 任命           | 任命           | 到任           | 递交国书       | 免职           | 免职           | 离任          | 外交衔级 | 外交职务     | 备注         |
| 姓名   | 全国人大常委会 | 主席           | 到任           | 递交国书       | 全国人大常委会 | 主席           | 离任          | 外交衔级 | 外交职务     | 备注         |
| ------ | -------------- | -------------- | -------------- | -------------- | -------------- | -------------- | ------------- | -------- | ------------ | ------------ |
| 李方平 | 不適用         | 不適用         | 1977年3月17日  | 1977年3月21日  | 不適用         | 不適用         | 1981年        |          | 临时代办     | 筹备开馆     |
| 刘春   | 1978年3月7日   | 不適用         | 1978年4月16日  | 1978年4月17日  | 1979年11月29日 | 不適用         | 1979年9月23日 | 大使     | 特命全权大使 | 驻坦桑尼亚兼 |
| 何功楷 | 1979年11月29日 | 不適用         | 1980年2月      | 1980年2月26日  | 1985年9月6日   | 1986年1月19日  | 1985年3月     | 大使     | 特命全权大使 | 驻坦桑尼亚兼 |
| 黄国材 | 1985年9月6日   | 1986年1月19日  | 1986年1月2日   | 1986年1月6日   | 1988年3月12日  | 1988年5月27日  | 1988年5月     | 大使     | 特命全权大使 |              |
| 施乃良 | 1988年12月29日 | 1989年3月19日  | 1989年3月      | 1989年5月23日  | 1992年2月25日  | 1992年6月11日  | 1992年5月     | 大使     | 特命全权大使 | 驻毛里求斯兼 |
| 杨一怀 | 1992年2月25日  | 1992年6月11日  | 1992年7月      | 1992年9月1日   | 1993年10月31日 | 1994年1月3日   | 1993年12月    | 大使     | 特命全权大使 | 驻毛里求斯兼 |
| 张大勋 | 1993年10月31日 | 1994年1月3日   | 1993年12月     | 1994年1月25日  | 1997年5月9日   | 1997年8月4日   | 1997年7月     | 大使     | 特命全权大使 |              |
| 王信石 | 1997年5月9日   | 1997年8月4日   | 1997年8月      | 1997年8月4日   | 2000年4月29日  | 2000年7月26日  | 2000年4月     | 大使     | 特命全权大使 |              |
| 侯贵信 | 2000年4月29日  | 2000年7月26日  | 2000年7月      | 2000年7月18日  | 2002年6月29日  | 2002年10月11日 | 2002年6月     | 大使     | 特命全权大使 |              |
| 陈美芬 | 2002年6月29日  | 2002年10月11日 | 2002年9月      | 2002年9月17日  | 2005年7月1日   | 2006年1月23日  | 2005年12月    | 大使     | 特命全权大使 |              |
| 耿文兵 | 2005年7月1日   | 2006年1月23日  | 2006年1月6日   | 2006年1月10日  | 2007年12月29日 | 2008年5月6日   | 2008年4月     | 大使     | 特命全权大使 |              |
| 王卫国 | 2008年2月28日  | 2008年5月6日   | 2008年5月16日  | 2008年5月20日  | 2011年8月26日  | 2011年12月20日 | 2011年10月    | 大使     | 特命全权大使 |              |
| 史忠俊 | 2011年8月26日  | 2011年12月20日 | 2011年11月5日  | 2011年11月8日  | 2014年6月27日  | 2014年11月19日 | 2014年10月    | 大使     | 特命全权大使 |              |
| 殷立贤 | 2014年6月27日  | 2014年11月19日 | 2014年10月31日 | 2014年11月4日  | 2016年7月2日   | 2016年12月7日  | 2016年9月     | 大使     | 特命全权大使 |              |
| 余劲松 | 2016年7月2日   | 2016年12月7日  | 2016年12月3日  | 2016年12月13日 | 2018年6月22日  | 2018年11月9日  | 2018年9月     | 大使     | 特命全权大使 |              |
| 郭玮   | 2018年6月22日  | 2018年11月9日  | 2018年10月21日 | 2018年10月23日 |                | 2024年1月17日  | 2023年1月     | 大使     | 特命全权大使 |              |
| 林楠   |                | 2024年1月17日  | 2023年12月7日  | 2023年12月14日 | 现任           |                |               | 大使     | 特命全权大使 |              |